# آب‌انبار نوروزآباد
آب‌انبار نوروز آباد مربوط به دوره قاجار است و در شهرستان زرندیه، بخش مرکزی، دهستان رودشور، روستای نوروزآباد واقع شده و این اثر در تاریخ ۷ خرداد ۱۳۸۷ با شمارهٔ ثبت ۲۲۹۹۲ به‌عنوان یکی از آثار ملی ایران به ثبت رسیده است.